# 16 juillet 1966
Le samedi 16 juillet 1966 est le 197e jour de l'année 1966.

## Naissances
- Hwang Hye-young, joueuse de badminton sud-coréenne
- Fabrizio Gifuni, acteur italien
- Natalya Dukhnova, athlète biélorusse, spécialiste des courses de demi-fond
- Bertrand Beyern, écrivain et conférencier français
- Jyrki Lumme, joueur professionnel de hockey sur glace
- Yıldız Tilbe, chanteuse turque
- Mike Horn, explorateur-aventurier sud-africain
- Fakher Gafsi, avocat tunisien
- Dalparan, compositeur coréen

## Décès
- Gussy Holl (née le 22 février 1888), actrice du cinéma muet
- Xavier Givaudan (né le 8 février 1867), fondateur de la société Givaudan

## Autres événements
- Fin des championnats du monde d'escrime 1966
- Concours Miss Univers 1966
- Grand Prix automobile de Grande-Bretagne 1966
- Début de la coupe d'Islande de football 1966
- Finale du tournoi de tennis de Hoylake (dames 1966)
- Sortie de l'album Paradise, Hawaiian Style
- Sortie de l'album Paradis hawaïen